# Glaucidium (oiseau)
Pour les articles homonymes, voir Glaucidium.
Genre
Glaucidium est un genre d'oiseaux qui portent le nom normalisé de chevêchette.

## Liste des espèces
D'après la classification de référence (version 14.1, 2024) de l'Union internationale des ornithologues, il y a 29 espèces du genre Glaucidium.
Liste des espèces par ordre philogénique :
- Glaucidium passerinum (Linnaeus, 1758) – Chevêchette d'Europe ;
- Glaucidium perlatum (Vieillot, 1817) – Chevêchette perlée ;
- Glaucidium tephronotum Sharpe, 1875 – Chevêchette à pieds jaunes ;
- Glaucidium sjostedti Reichenow, 1893 – Chevêchette à queue barrée ;
- Glaucidium cuculoides (Vigors, 1830) – Chevêchette cuculoïde ;
- Glaucidium castanopterum (Horsfield, 1821) – Chevêchette spadicée ;
- Glaucidium radiatum (Tickell, 1833) – Chevêchette de jungle ;
- Glaucidium castanotum (Blyth, 1851) – Chevêchette à dos marron ;
- Glaucidium capense (Smith, A, 1834) – Chevêchette du Cap ;
- Glaucidium albertinum Prigogine, 1983 – Chevêchette de Prigogine ;
- Glaucidium californicum Sclater, PL, 1857 – Chevêchette des Rocheuses ;
- Glaucidium gnoma Wagler, 1832 – Chevêchette naine ;
- Glaucidium hoskinsii Brewster, 1888 – Chevêchette de Hoskins ;
- Glaucidium cobanense Sharpe, 1875 – Chevêchette du Guatemala ;
- Glaucidium costaricanum Kelso, L, 1937 – Chevêchette du Costa Rica ;
- Glaucidium nubicola Robbins & Stiles, 1999 – Chevêchette des nuages ;
- Glaucidium jardinii (Bonaparte, 1855) – Chevêchette des Andes ;
- Glaucidium bolivianum König, C, 1991 – Chevêchette des yungas ;
- Glaucidium palmarum Nelson, 1901 – Chevêchette du Colima ;
- Glaucidium sanchezi Lowery & Newman, RJ, 1949 – Chevêchette du Tamaulipas ;
- Glaucidium griseiceps Sharpe, 1875 – Chevêchette à tête grise ;
- Glaucidium parkeri Robbins & Howell, SNG, 1995 – Chevêchette de Parker ;
- Glaucidium hardyi Vielliard, 1989 – Chevêchette d'Amazonie ;
- Glaucidium minutissimum (Wied-Neuwied, M, 1830) – Chevêchette cabouré ;
- Glaucidium mooreorum Cardoso da Silva, Coelho & Gonzaga, 2003 – Chevêchette des Moore ;
- Glaucidium brasilianum (Gmelin, JF, 1788) – Chevêchette brune ;
- Glaucidium peruanum König, C, 1991 – Chevêchette du Pérou ;
- Glaucidium nana (King, PP, 1827) – Chevêchette australe ;
- Glaucidium siju (d'Orbigny, 1839) – Chevêchette de Cuba.